# Matemàtiques de Babilònia

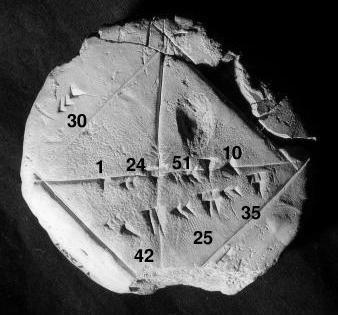
Tauleta de fang babilònica YBC 7289 amb anotacions. La diagonal mostra una aproximació de l'arrel quadrada de 2 amb quatre xifres sexagesimals, que són com sis xifres decimals.
1 + 24/60 + 51/60² + 10/60³ = 1.41421296...

La matemàtica babilònica (també coneguda com a matemàtica assiriobabilònica) es refereix al conjunt de coneixements matemàtics que van desenvolupar els pobles de Mesopotàmia, des de la primerenca civilització sumèria fins a la caiguda de Babilònia en el 539 aC. Els textos de matemàtica babilònica són abundants i estan ben editats; es poden classificar en dos períodes temporals: el referit a l'Antiga Babilònia (1830-1531 aC) i el corresponent al selèucida dels últims tres o quatre segles aC. Quant al contingut, hi ha amb prou feines diferències entre els dos grups de textos. La matemàtica babilònica va romandre constant, en caràcter i contingut, per aproximadament dos mil·lennis. En contrast amb les escasses fonts de matemàtica egípcia, el nostre coneixement de la matemàtica babilònica es deriva d'unes 400 tauletes d'argila, desenterrades des de 1850. Traçades en escriptura cuneïforme, les tauletes es gravaven mentre l'argila estava humida, i després eren endurides en un forn o escalfant-les al sol. La majoria de les tauletes d'argila recuperades daten del 1800 al 1600 aC, i abasten temes que inclouen fraccions, problemes d'àlgebra, equacions quadràtiques i cúbiques i trios d'enters en aplicació de l'esbós del teorema de Pitàgores, demostrat encara a Grècia temps després. La tauleta babilònica YBC 7289 dona una aproximació de {\displaystyle {\sqrt {2}}} amb cinc decimals d'exactitud.

## Numerals babilònics
El sistema de numeració babilònic era el sistema de numeració sexagesimal (base-60). D'aquí es deriva l'ús modern de 60 segons en un minut, 60 minuts en una hora, 360 graus en un cercle. Els babilonis van ser capaços de realitzar grans avanços en matemàtiques per dues raons: en primer lloc, el número 60 és un nombre compost, amb molts divisors 1, 2, 3, 4, 5, 6, 10, 12, 15, 20, 30 i 60, la qual cosa facilita els càlculs amb fraccions; addicionalment, a diferència d'egipcis i romans, els babilonis, indis i maies posseïen un veritable sistema de notació posicional, on els dígits escrits en la columna de l'esquerra representen valors majors (tal com en el nostre sistema de base deu: 734 = 7×100 + 3×10 + 4×1). Els sumeris i babilonis van ser pioners en referència a això.
El sistema sexagesimal de numeració s'ha establert, possiblement, de la fusió d'altres dos antics: un estrictament decimal (semític) de signes per a monedes, pesos i mesures i un altre, duodecimal. En texts astronòmics hi ha compulsa entre nombres positius i nombres negatius; totes la parelles de factorització igual a 60 o de les seves potències són recollides en tauletes.

## Matemàtica sumèria (3000 a 2300 aC)
Els antics sumeris de Mesopotàmia van desenvolupar un complex sistema de metrologia des de l'any 3000 a. C. A partir de l'any 2600 a. C. en endavant, els sumeris van escriure taules de multiplicar en tauletes d'argila i van realitzar exercicis geomètrics i problemes de divisions. Les traces més antigues dels numerals babilònics es remunten també a aquest període.

## Matemàtica en l'Antiga Babilònia (2000-1600 aC)
El període de l'Antiga Babilònia és el període al com pertanyen la majoria de les tauletes d'argila, que és pel que la matemàtica de Mesopotàmia és comunament coneguda com a matemàtica babilònica. Algunes tauletes d'argila contenen llistes i taules, unes altres contenen problemes i solucions desenvolupades.

## Diverses branques i altres temes

### Aritmètica
Els babilonis van fer ús extensiu de taules precalculades per assistir-se en l'aritmètica. Per exemple, dos tauletes trobades a Senkerah a l'Eufrates l'any 1854, datades del 200 aC, donen llistes amb els nombres quadrats perfectes fins al 59 i amb els nombres cúbics fins al 32. Els babilonis usaven les llistes dels quadrats al costat de les fórmules
{\displaystyle m\times n={\frac {(m+n)^{2}-m^{2}-n^{2}}{2}}}
{\displaystyle p\times q={\frac {(p+q)^{2}-(p-q)^{2}}{4}}}
per efectuar la multiplicació.
Els babilonis no tenien un algorisme per a la divisió llarga, en el seu lloc basaven el seu mètode en el fet que
{\displaystyle {\frac {a}{b}}=a\times {\frac {1}{b}}}
juntament amb una taula de recíprocs. Nombres que els únics factors primers són 2, 3 o 5 (coneguts com a nombres 5-llis (cap dels seus factors primers es superior a 5)o regulars, tenen finits recíprocs en notació sexagesimal, i s'han trobat taules amb extenses llistes d'aquests recíprocs.
Recíprocs tals com 1/7, 1/11, 1/13, etc. no tenen representació finita en notació sexagesimal. Per calcular 1/13 o per dividir un nombre per 13 els babilonis utilitzarien un aproximació tal com
{\displaystyle {\frac {1}{13}}={\frac {7}{91}}=7\times {\frac {1}{91}}\approx 7\times {\frac {1}{90}}=7\times {\frac {40}{3600}}.}
- Arrels quadrades no exactes foren aproximades pel ús senzill i reiterat de la mitjana aritmètico-geomètrica {\displaystyle {\sqrt {\alpha ^{2}+\beta }}},la que, en la pràctica, s'obtenia per {\displaystyle \alpha +{\frac {\beta }{2\alpha }}}.[9]
- Pels quebrats propis {\displaystyle {\frac {1}{2}},{\frac {1}{3}},{\frac {2}{3}},{\frac {5}{6}}} va haver-hi nombres propis i signes específics.[9]

- Possibles descobridors de l'enunciat del teorema de Pitàgores, en les seves aplicacions, coneixent dos elements de la terna pitagòrica, van trobar el tercer mitjançant una arrel quadrada, la qual van inventar i aproximaven usant mitjana aritmètica (versió anàloga al mètode de Newton que usa derivades).[11]

### Àlgebra
Així com en càlcul aritmètic, els matemàtics babilonis també van desenvolupar mètodes algebraics per resoldre equacions. Una vegada més, aquests es basaven en taules precalculades.
Per resoldre una equació de segon grau, els babilonis usaven essencialment la fórmula quadràtica. Consideraven equacions de segon grau de la forma
{\displaystyle \ x^{2}+bx=c}
on aquí b i c no eren necessàriament sencers, però c sempre era positiu. Sabien que una solució a aquesta forma de l'equació és
{\displaystyle x=-{\frac {b}{2}}+{\sqrt {\left({\frac {b}{2}}\right)^{2}+c}}}
i utilitzarien les taules de quadrats a l'inrevés per trobar arrels quadrades. Sempre utilitzaven l'arrel positiva doncs això tenia sentit en resoldre problemes «reals». Problemes d'aquest tipus incloïen trobar les dimensions d'un rectangle donada la seva àrea i la quantitat per la qual el llarg excedia l'ample.
Taules de valors de n3 + n² eren usades per resoldre certes equacions cúbiques. Per exemple, donada l'equació
{\displaystyle \ ax^{3}+bx^{2}=c}
multiplicant l'equació per a² i dividint per b3 s'obté
{\displaystyle \left({\frac {ax}{b}}\right)^{3}+\left({\frac {ax}{b}}\right)^{2}={\frac {ca^{2}}{b^{3}}}};
substituint y = ax/b s'obté
{\displaystyle y^{3}+y^{2}={\frac {ca^{2}}{b^{3}}}}
la qual cosa es pot resoldre buscant en la taula n3 + n² el valor més proper al costat dret. Els babilonis realitzaven això sense notació algebraica, demostrant una remarcable profunditat d'enteniment. No obstant això, no posseïen un mètode per resoldre l'equació general de tercer grau.

### Models de creixement
Els babilonis modelaven el creixement exponencial, el creixement restringit (via una forma de funcions sigmoides) i el temps doble, això últim dins del context d'interès sobre préstecs.
Les tauletes de fang del 2000 a.C. inclouen l'exercici «donada una taxa d'interès d'1/60 per mes (no composta), calcular el temps doble». Això dona un interès anual de 12/60=20%, i un temps doble de 100% creixement/20% creixement per any = 5 anys.

### Plimpton 322
La tauleta Plimpton 322 descriu un mètode per resoldre el que avui dia es descriu com a funcions quadràtiques de la forma
{\displaystyle x-{\tfrac {1}{x}}=c},
per passos (descrits en termes geomètrics) amb els quals es calculen seqüències de valors intermedis v1 = c/2, v₂ = v1², v₃ = 1 + v₂ i v₄ = v₃1/2 d'on es pot calcular x = v₄ + v1 i 1/x = v₄ - v1.
Les recerques de Robson (2001, 2002), publicades per la Mathematical Association of America, nota que Plimpton 322 pot interpretar-se com els valors següents, per a valors numèrics regulars de x i 1/x en ordre numèric:
v₃ a la primera columna,
v1 = (x - 1/x)/2 a la segona columna i
v₄ = (x + 1/x)/2 a la tercera columna.
En aquesta interpretació, x i 1/x haurien aparegut en la tauleta en la part despresa, a l'esquerra de la primera columna. Per exemple, fila 11 de Plimpton 322 pot ser generada d'aquesta forma per a x = 2.
Robson assenyala que Plimpton 322 revela «mètodes [matemàtics] ―parells recíprocs, geometria de copiar-i-enganxar, completar el quadrat, dividir per factors comuns regulars― [les quals] eren totes tècniques simples ensenyades a les escoles d'escribes d'aquest temps.
La taula havia estat interpretada per matemàtics experts com una llista de triples pitagòrics i funcions trigonomètriques; l'any 2002 la Mathematical Association of America va publicar la recerca de Robson i (l'any 2003) ho va premiar amb el Lester R. Ford Award per la interpretació moderna rebutjant els errors previs.

### Geometria
Els babilonis coneixien les regles usuals per mesurar volums i àrees. Mesuraven la circumferència d'un cercle com tres vegades el diàmetre i l'àrea com un dotzè del quadrat de la circumferència, la qual cosa és correcte per a una estimació de π a 3. El volum d'un cilindre es calculava com el producte de la base per l'altura, no obstant això, el volum d'un con truncat o una piràmide quadrangular es calculaven incorrectament com el producte de l'altura i la meitat de la suma de les bases. El teorema de Pitàgores també els era conegut. Recents descobriments indiquen que en una tauleta s'usava π com 3 i 1/8. Dels babilonis deriva la milla babilònica, una mesura de distància equivalent a set milles actuals, aproximadament. Aquesta mesura de distància es va convertir en la unitat milla-temps, utilitzada per mesurar el recorregut del sol, com una representació del temps.
Els antics babilonis van conèixer els teoremes sobre els costats i les raons de triangles semblants per molts segles, però desconeixien el concepte de mesura angular i, conseqüentment, estudiaven els costats dels triangles en el seu lloc.
Els astrònoms babilonis van mantenir un registre detallat de les sortides i les postes dels estels, el moviment dels planetes, els eclipsis solars i lunars; tot la qual cosa requereix familiaritat amb les distàncies angulars mesures sobre l'esfera celeste.
També van utilitzar una forma d'anàlisi de Fourier per calcular efemèrides (taules de posicions astronòmiques), que va ser descoberta en els anys cinquanta per Otto Neugebauer.

## Influència
A partir del redescobriment de la civilització babilònica, s'ha fet evident que els matemàtics i astrònoms de la Grècia antiga i del període hel·lenístic van aprendre molt dels babilonis, particularment Hiparc de Nicea.
Franz Xaver Kugler, en el seu llibre Die Babylonische Mondrechnung (el còmput lunar babilònic, Friburg de Brisgovia, 1900) comenta el següent: «Ptolemeu sostenia en el seu Almagest IV.2 que Hiparc va millorar els valors dels períodes lunars per ell coneguts sobre la base de «astrònoms fins i tot més antics», comparant-los amb observacions d'eclipsis fetes anteriorment pels caldeus, i per ell mateix». No obstant això, Kugler troba que els períodes que Ptolemeu li atribueix a Hiparc ja havien estat utilitzats en les efemèrides babilòniques, específicament la col·lecció de textos avui anomenada «Sistema B» (algunes vegades atribuït a Kidinnu). Aparentment Hiparc solament confirma la validesa dels períodes que havia après dels caldeus, amb les seves pròpies observacions.
Resulta llavors clar que Hiparc (i després Ptolemeu) posseïa una llista essencialment completa d'observacions d'eclipsis efectuades durant molts segles. Molt probablement compilades de les tauletes diàries: aquestes són tauletes d'argila en les quals es registren tots els esdeveniments rellevants que els caldeus van dur a terme rutinàriament. Es preserven exemples datats de l'any 652 aC al 130 dC, però possiblement els registres arribin fins als dies del rei babiloni Nabonassar: Ptolemeu inicia la seva cronologia amb el primer dia del calendari egipci del primer any de Nabonassar, o sigui el 26 de febrer del 747 aC.
Aquesta matèria primera per si sola ha d'haver estat difícil d'aprofitar, i sens dubte els caldeus mateixos van compilar extractes dels eclipsis observats (han estat trobades algunes tauletes amb una llista de tots els eclipsis registrats durant un període saros). Això els permetia reconèixer la concurrència periòdica dels esdeveniments. Utilitzaven, entre d'altres, en Sistema B (cf. Almagest IV.2):
- 223 mesos sinòdics = 239 voltes en anomalia (mes anomalístic) = 242 voltes en latitud (mes draconític). Conegut avui com a període saros és molt útil per predir eclipsis.
- 251 mesos (sinòdics) = 269 voltes en anomalia
- 5458 mesos (sinòdics) = 5923 voltes en latitud
- 1 mes sinòdic = 29;31:50:08:20 dies (sexagesimal; 29.53059413… dies en decimals = 29 dies 12 h 44 min 3⅓ s).

Els babilonis expressaven tots els períodes en mesos sinòdics, degut possiblement al fet que utilitzaven un calendari lunisolar. Diverses relacions amb esdeveniments anuals determinaven diferents valors per a la durada de l'any.
De manera similar, diverses relacions entre els períodes del planeta eren coneguts. Les relacions que Ptolemeu atribueix a Hiparc en el Almagest IX.3 ja havien estat utilitzades en prediccions trobades en tauletes babilòniques de fang.
Tot aquest coneixement va ser transferit als grecs probablement poc després de les conquestes d'Alexandre Magne (331 aC). Segons el filòsof clàssic Simplici (490-560), Alexandre va ordenar la traducció dels arxius astronòmics històrics sota supervisió del seu historiador Cal·lístenes d'Olint (nebot i deixeble d'Aristòtil, a qui els va enviar). Cap la pena esmentar que encara que Simplici és una font tardana, el seu relat és per altre fiable. Va passar un temps exiliat en la cort persa sassànida i va poder tenir accés a fonts desconegudes o perdudes en l'Occident. Crida l'atenció que hagi esmentat el títol tèresis (gr. guàrdia) que és un nom inusual per a un treball històric, però que de fet és una traducció adequada del títol babilònic massartu, que significa ‘guardant’ però també ‘observant’. Com vulgui que hagi estat, el pupil d'Aristòtil, Cal·lip de Cízic va introduir el seu cicle de 76 anys, que va millorar al Cicle metònic de 19 anys existent en aquesta època. El primer any del seu primer cicle comença en el solstici d'estiu del 28 de juny del 330 aC (segons el calendari julià prolèptic), però més tard sembla haver explicat mesos lunars des del primer mes a partir de la batalla decisiva d'Alexandre a Gaugamela l'any 331 aC. Calip va poder haver obtingut les seves dades de fonts babilòniques i el seu calendari va poder haver estat anticipat per Kidinnu. També és sabut que el sacerdot babiloni Berós va escriure al voltant de l'any 281 aC un llibre en grec sobre la (més aviat mitològica) història de Babilònia, la Babyloníaca, per al nou governant Antíoc I Sòter; es diu que després va fundar una escola d'astrologia a l'illa grega de Cos. Un altre candidat per haver ensenyat als grecs sobre astronomia/astrologia babilònica és Sudinés, qui era part de la cort de Àtal I de Pèrgam al Segle III aC.
En tot cas, la transcripció dels registres astronòmics requeria de profunds coneixements de l'escriptura cuneïforme, l'idioma i els procediments, per la qual cosa sembla haver estat obra de caldeus desconeguts. Ara bé, els babilonis dataven les seves observacions al seu calendari lunisolar, en el qual els mesos i els anys tenien durades diverses (29 o 30 dies; 12 o 13 mesos respectivament). En aquest temps no utilitzaven un calendari regular (per exemple basat en el Cicle metònic, com van fer més endavant), i iniciaven un nou mes basats en observacions de la Lluna nova. Això feia molt tediós el còmput dels intervals de temps entre esdeveniments.
El que va poder haver fet Hiparc, és transformar aquests registres al calendari egipci, que utilitza sempre un any fix de 365 dies (format per 12 mesos de 30 dies i 5 dies extra): això facilita enormement els càlculs d'intervals de temps. Ptolemeu va datar totes les observacions en aquest calendari; també escriu: «Tot el que ell (=Hiparc) va fer, va ser compilar les observacions planetàries i ordenar-les més adequadament» (Almagest IX.2). Plini diu (Naturalis Historia II.IX(53)) sobre les prediccions d'eclipsis: «Després de la seva època (=Tales de Milet) els cursos d'ambdues estels (=Sol i Lluna) per 600 anys van ser predits per Hiparc...». Això sembla implicar que Hiparc va predir eclipsis per un període de 600 anys, però tenint en compte la enorme quantitat de càlculs requerits, sembla poc probable. Més aviat, Hiparc hauria fet una llista de tots els eclipsis des de l'època de Nabonassar fins a la seva.
Altres traces de les pràctiques babilòniques en el treball de Hiparc són:
- primer grec conegut a dividir el cercle en 360 graus de 60 minuts d'arc;
- primer ús consistent del sistema de numeració sexagesimal;
- l'ús de la unitat pechus (colze), de al voltant de 2° o 2½°;
- ús d'un període curt de 248 dies = 9 mesos anomalístics.